# Kokkilai
Kokkilai (en tamoul : கொக்குளாய் et en singhalais : කෝකිලායි) est un village du district de Mullaitivu, dans le nord-est du Sri Lanka. Il est situé à une quarantaine de kilomètres au sud de la ville de Mullaitivu, près de la lagune de Kokkilai et de la frontière du district de Trinquemalay. Il a subi plusieurs attaques violentes en 1984, durant la guerre civile sri-lankaise.

## Histoire
Durant la période du Ceylan britannique, Kokkilai accueille une colonie d'immigrants britanniques catholiques. Au xxe siècle, le village est composé d'une population mixte ethniquement et religieusement (tamouls hindous, cingalais catholiques issus de Negombo et cingalais bouddhistes, petite communauté musulmane).
Durant la guerre civile au Sri Lanka, le temple hindou de Kokkilai est démoli, et remplacé par un temple bouddhiste.
Le 1er décembre 1984, une attaque du mouvement des Tigres de libération de l'Îlam tamoul (LTTE) menée sur les villages de Kokkilai et Nayaru fait 24 victimes cingalaises, dont 11 mots et 13 blessés, et détruit une grande partie du village,. Les survivants cingalais de Kokkilai sont par la suite déplacés à Pulmuddai. Le 15 décembre, l'armée sri-lankaise demande l'évacuation complète du village sous 24h. Le lendemain, les soldats exécutent les résidents toujours présents, dans le cadre d'une opération plus large qui fait au total 131 victimes tamoules, dont 21 enfants, et force 2000 familles à déménager.
Dans les années 2000, plusieurs camps armés sont toujours installés à proximité du village de Kokkilai.